# Die Alive (pjesma)

Die Alive je drugi singl s albuma My Winter Storm finske pjevačice Tarja Turunen. Izdan je 7. ožujka 2008. Spot za pjesmu snimljen je u prosincu, a premijerno izveden u siječnju. Ovu pjesmu napisali su Anders Wollbeck, Mattias Lindblom i Tarja.

## Video
Video za Die Alive je znatno mračniji od njenog prethodnog spota za pjesmu I Walk Alone.
Odvija se u mračnom dvorcu kasno u noć.